# 2. Panzerarmee
La 2. Panzerarmee (2ª Armata corazzata) fu una grande unità corazzata dell'esercito tedesco, utilizzata, sotto diverse denominazioni, nelle maggiori campagne militari intraprese dalla Germania durante la seconda guerra mondiale. Con il nome di XIX. Armeekorps prima, e di Panzergruppe Guderian e Panzergruppe 2 poi, questa unità operò durante le vittoriose campagne di Polonia e Francia, prima di assumere la denominazione definitiva di 2. Panzerarmee il 5 ottobre 1941, in previsione della sua partecipazione sul fronte orientale durante l'invasione tedesca dell'Unione Sovietica.
Comandato dal generaloberst Heinz Guderian, l'armata corazzata fu impiegata in Unione Sovietica all'interno dell'Heeresgruppe Mitte, comandato dal feldmaresciallo Fedor von Bock, durante l'operazione Barbarossa, contribuendo in modo determinante alle vittorie dell'esercito tedesco nelle battaglie di Smolensk e di Kiev; fu inoltre impiegato nell'operazione Tifone, l'attacco per conquistare Mosca, venendo tuttavia fermato dal contrattacco sovietico del dicembre 1941 nei pressi di Tula.

## Genesi

### Il XIX corpo corazzato
Il XIX Corpo corazzato fu creato il 1º luglio 1939 a Vienna allo scopo di accorpare la 2ª divisione corazzata, comandata dal generale Rudolf Veiel, e la 4ª divisione corazzata, comandata dal generale Georg-Hans Reinhardt; durante la campagna di Polonia fu inserito nell'Heeresgruppe Nord, comandato dal generale Fedor von Bock, ed era composto dalla 2ª divisione di fanteria motorizzata, comandata dal generale Paul Bader, dalla 3ª divisione di fanteria motorizzata, comandata dal generale Walter Lichel, dalla 20ª divisione di fanteria, comandata dal generale Mauritz von Wiktorin, e dalla 3ª divisione corazzata, comandata dal generale Leo Freiherr Geyr von Schweppenburg.
Il XIX Corpo corazzato contribuì, insieme alla Panzer-Division "Kempf", comandata dal generale Werner Kempf, e dal XXI corpo, comandato dal generale Nikolaus von Falkenhorst, ad intrappolare nel corridoio di Danzica l'armata polacca della Pomerania, annientando la brigata di cavalleria Pomorska che tentò di fuggire dalla sacca con una disperata carica. Successivamente, insieme alla 10ª divisione corazzata, comandata dal generale Ferdinand Schaal, si spinse velocemente oltre il fiume Narew in direzione di Brest-Litovsk, allo scopo di congiungersi con le punte avanzate della 14ª armata, comandata dal generale Wilhelm List, conquistando la città il 17 settembre, giorno dell'invasione sovietica della Polonia.
Il 20 settembre gli accordi intercorsi tra le due nazioni obbligarono il XIX gruppo corazzato ad evacuare Brest-Litowsk entro il giorno 22 e, lasciata la città, l'unità tedesca venne acquartierata a Zambrów, giungendo il giorno successivo a Gallingen, dove fu ufficialmente sciolta in attesa di essere rimpatriata, e il 9 ottobre il comando del corpo fu trasferito a Berlino.

### Il panzergruppe Guderian

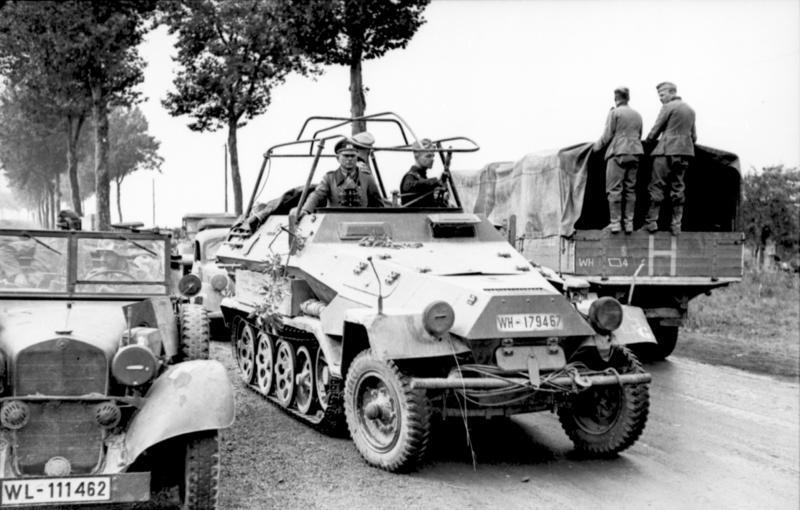
Il generale Heinz Guderian, comandante del XIX corpo corazzato, sul suo mezzo adibito a carro comando, uno Schützenpanzer Sd.Kfz. 251, durante la campagna di Francia

In attesa dell'attacco verso occidente il XIX corpo corazzato fu dislocato lungo il confine con la Francia nella zona di Eifel in Renania, ed era composto dalla 2ª divisione di fanteria motorizzata e dalla 2ª divisione corazzata; il 10 maggio 1940 la Wehrmacht dette inizio al cosiddetto piano Fall Gelb, il caso giallo, ossia l'invasione della Francia e dei Paesi Bassi ed il XIX corpo corazzato fu inquadrato nell'Heeresgruppe A, comandato dal generale Gerd von Rundstedt, e precisamente nel cosiddetto Panzergruppe von Kleist, e, al momento dell'attacco, esso comprendeva la 1ª divisione corazzata, comandata dal generale Friedrich Kirchner, la 2ª divisione corazzata e la 10ª divisione corazzata.
Il 13 maggio i panzer del XIX corpo corazzato occuparono Sedan ma l'Alto comando tedesco impose al generale Guderian di arrestarsi in attesa dell'arrivo della fanteria; egli tuttavia, insieme alle altre divisioni corazzate del Panzergruppe Kleist, comandato dal generale Ewald von Kleist, ed a quelle del XV corpo corazzato, tra cui la 7ª divisione corazzata, comandata dal generale Erwin Rommel, proseguì l'avanzata verso ovest, ma il suo comportamento indusse il suo superiore a privarlo del comando; il comandante del gruppo di armate A, il generale von Rundstedt, tuttavia non confermò l'ordine. Il 18 maggio il XIX corpo corazzato raggiunse ed occupò San Quintino, raggiungendo le coste della Manica il 20 maggio, completando le cosiddetta manovra Sichelschnitt, ed isolando in Belgio circa un milione di soldati Alleati.
Il 1º giugno il XIX corpo corazzato venne rinominato Panzergruppe Guderian e prese il comando delle quattro divisioni corazzate, 1ª, 2ª, 6ª e 8ª, del XXXIX corpo motorizzato, comandato dal generale Rudolf Schmidt, e del XLI corpo motorizzato, comandato dal generale Georg-Hans Reinhardt; il 14 giugno le truppe tedesche fecero il loro ingresso a Parigi e, il 22 giugno, fu firmato l'armistizio di Compiègne che sancì la resa della Francia; il giorno successivo il Panzergruppe Guderian  venne trasferito a Besançon, in prospettiva di essere utilizzato per l'operazione Seelowe, ma la sconfitta della Luftwaffe nella battaglia d'Inghilterra, ne provocò il definitivo trasferimento a Berlino dove, il 16 novembre 1940, assunse la nuova denominazione di Panzergruppe 2, nome con il quale, nell'estate del 1941, partecipò all'operazione Barbarossa.

## Operazione Barbarossa
Il 22 giugno 1941 Adolf Hitler dette inizio all'operazione Barbarossa e il panzergruppe 2 costituì, insieme al panzergruppe 3, comandato dal generale Hermann Hoth, uno dei due gruppi corazzati appartenenti all'Heeresgruppe Mitte.

### Ordine di battaglia delPanzergruppe 2il 22 giugno 1941
Comandante generale Heinz Guderian
- XXXXVII. Armeekorps (mot.) (Generale di artiglieria Joachim Lemelsen)
  - 17. Panzer-Division (Tenente generale Hans-Jürgen von Arnim)
  - 18. Panzer-Division (Maggiore generale Walther Nehring)
  - 29. Infanterie-Division (mot.) (Maggiore generale Walter von Boltenstern)
  - 167. Infanterie-Division (Tenente generale Hans Schönhärl)
- XXXXVI. Armeekorps (mot.) (Generale di truppe corazzate Heinrich von Vietinghoff)
  - 10. Panzer-Division (Tenente generale Ferdinand Schaal)
  - 2. SS-Panzerdivision "Das Reich" (SS gruppenführer Paul Hausser)
  - Infanterie-Regiment "Großdeutschland" (Tenente colonnello Wilhelm von Stockhausen)
- XII. Armeekorps (Generale di fanteria Walter Schroth)
  - 31. Infanterie-Division (Maggiore generale Kurt Kalmukoff)
  - 34. Infanterie-Division (Tenente generale Hans Behlendorff)
  - 45. Infanterie-Division (Maggiore generale Fritz Schlieper)
- XXIV. Armeekorps (mot.) (Generale di cavalleria Freiherr Geyr von Schweppenburg)
  - 1. Kavallerie-Division (Maggiore generale Kurt Feldt)
  - 3. Panzer-Division (Tenente generale Walter Model)
  - 4. Panzer-Division (Maggiore generale Willibald Freiherr von Langermann und Erlencamp)
  - 10. Infanterie-Division (mot.) (Tenente generale Friedrich-Wilhelm von Löper)
  - 267. Infanterie-Division (Maggiore generale Friedrich-Karl von Wachter)
- A disposizione del Panzergruppe 2
  - 255. Infanterie-Division (Tenente generale Wilhelm Wetzel)

### L'avanzata in Bielorussia

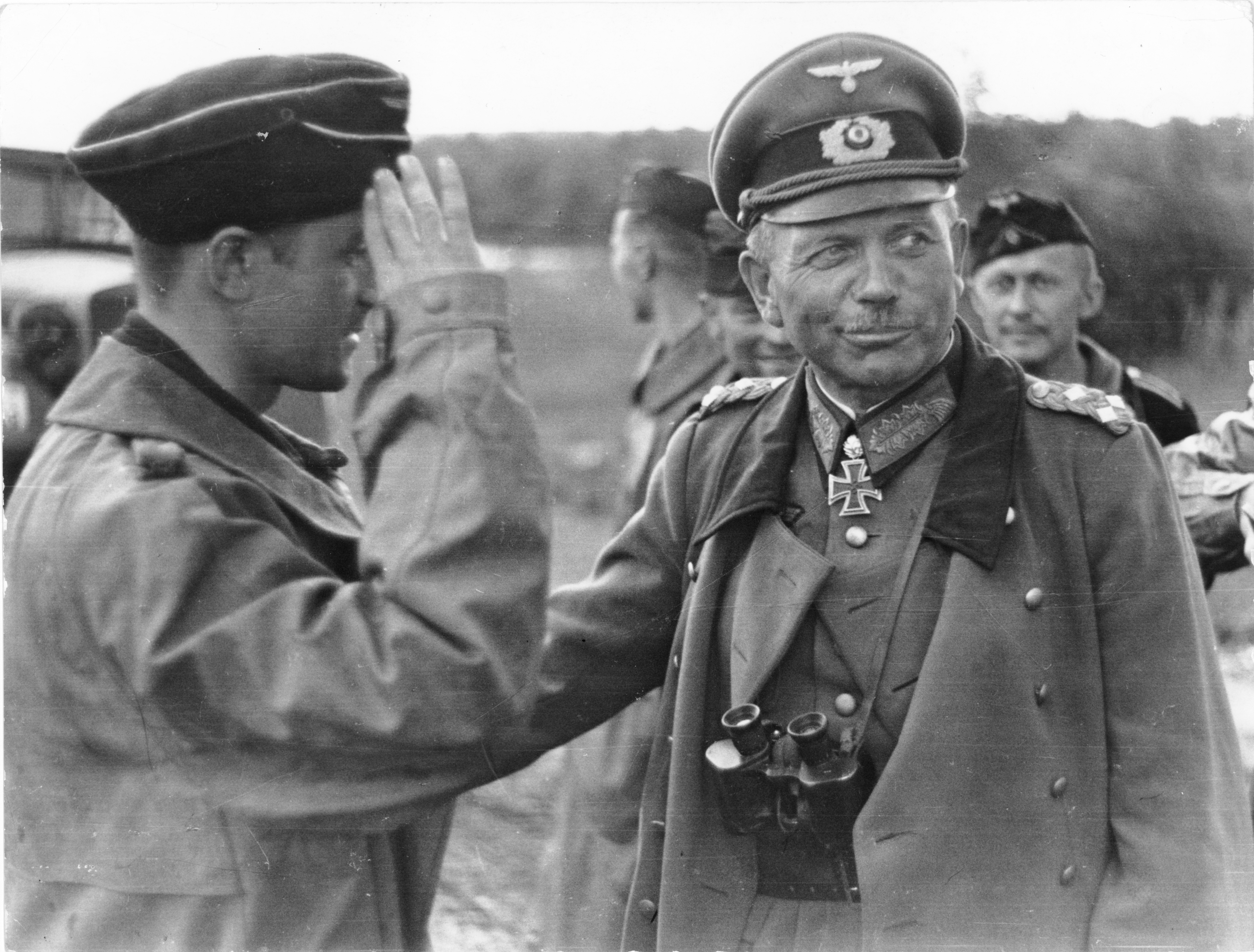
Il generale Heinz Guderian, comandante del panzergruppe 2, nell'estate del 1941

Il panzergruppe 2 iniziò l'operazione Barbarossa con 930 mezzi corazzati, mentre, circa 200 chilometri più a nord, fu schierato il panzergruppe 3, forte di 840 mezzi corazzati; tale distanza tra le due forze di attacco fu prevista per realizzare una serie progressiva di accerchiamenti ossia per consentire ai due gruppi corazzati di farsi strada velocemente attraverso la Bielorussia, lasciando alle due armate di fanteria il compito di eliminare le forze sovietiche lasciate alle spalle; il 30 giugno i due gruppi corazzati superarono le paludi del Pryp"jat' e la foresta di Białowieża, realizzando una sacca tra Białystok e Minsk, conquistata il 28 giugno dalla 20ª divisione corazzata, ed a sud la 3ª divisione corazzata, comandata dal generale Walter Model, e la 4ª divisione corazzata, comandata dal generale Willibald Freiherr von Langermann und Erlencamp, avanzarono a nord in direzione di Mahilëŭ, sul fiume Dnepr.
Il 10 luglio fu lanciato l'attacco verso Smolensk: la 20ª divisione corazzata dopo Minsk conquistò anche Vicebsk, mentre a sud la 3ª e la 4ª divisione corazzata avanzarono senza incontrare forti resistenze e, mentre la 1ª divisione di cavalleria, comandata dal generale Kurt Feldt, proteggeva il fianco sud dal contrattacco sovietico, Guderian puntò verso Smolensk. Il 15 luglio il panzergruppe 3, con alla testa la 7ª divisione corazzata, comandata dal generale Hans von Funck, superò Smolensk, isolando la città dove si formò una sacca in cui vennero a trovarsi 15 divisioni sovietiche; la città, che doveva essere uno dei capisaldi della "linea di estrema difesa" cadde dopo un solo giorno, conquistata dal 71º reggimento della Turingia, comandato dal colonnello Thomas, che si fece strada casa per casa, mentre il 26 luglio, a sud di Smolensk, fu eliminata a Mahilëŭ l'ultima resistenza sul Dnepr ad opera della 23ª divisione di fanteria, comandata dal generale Heinz Hellmich.

### La conquista di Kiev

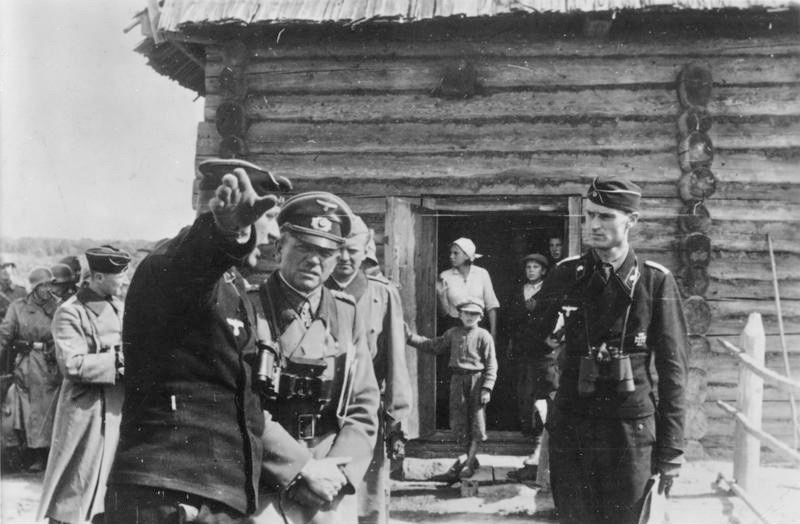
Il generale Heinz Guderian, comandante del panzergruppe 2, durante l'avanzata verso Kiev

A seguito delle vittorie conseguite in Ucraina dall'Heeresgruppe Süd, nelle battaglie di Brody-Dubno e di Uman', Adolf Hitler ritenne di potere realizzare un grande accerchiamento a Kiev, dove stavano convergendo ingenti forze sovietiche, realizzando in questo modo una colossale tenaglia dove sarebbero rimaste intrappolate tutte le forze del fronte sud sovietico.
Per realizzare questo piano sarebbe stato tuttavia necessario distaccare consistenti forze dall'Heeresgruppe Mitte ma l'Oberkommando des Heeres (OKH) era contrario alla diversione verso sud e, dopo che le sue richieste di riprendere la marcia verso la capitale furono respinte dal Führer, il 23 agosto il generale Halder si recò al quartier generale dell'Heeresgruppe Mitte per persuadere il generale Guderian ad incontrare Hitler per convincerlo a non sospendere l'attacco ma egli si dimostrò irremovibile e, il 25 agosto, il panzergruppe 2 e la 2ª armata, comandata dal generale Maximilian von Weichs, cominciarono a dirigersi verso sud.
Le due unità avrebbero dovuto costituire il braccio nord della tenaglia ed il panzergruppe 2 superò il 26 agosto il fiume Desna, creando una testa di ponte ma rimanendo bloccato per una settimana a causa della forte resistenza sovietica; ripresa l'avanzata, grazie allo sfondamento operato dalla 3ª divisione corazzata, fu superato anche il fiume Sejm, il 9 settembre si fece strada attraverso Konotopo e il giorno dopo occupò il villaggio di Romny, dirigendosi verso Lokovitsa per unirsi con il panzergruppe 1 alle spalle dello schieramento sovietico; il cerchio si chiuse definitivamente il 15 settembre e, il 19 settembre, Kiev venne occupata dalla 6ª armata.

### L'operazione Tifone

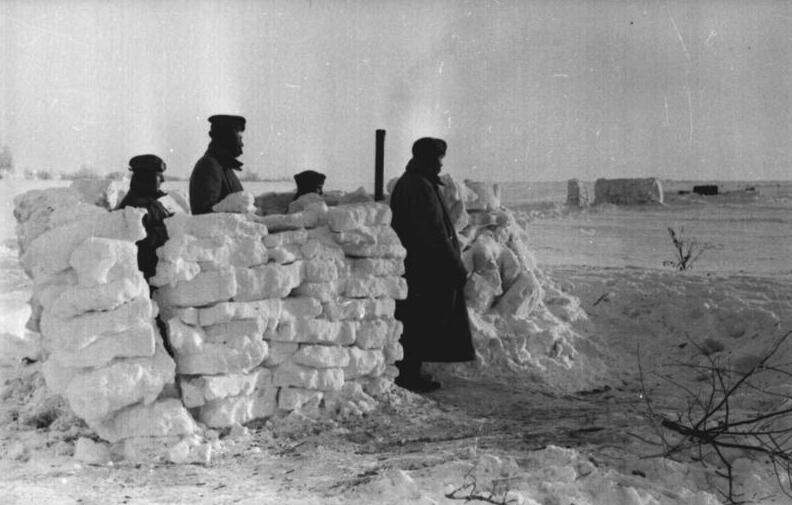
dicembre 1941, sentinelle tedesche in un riparo di fortuna, costruito con blocchi di ghiaccio, nei pressi di Orël

Durante l'attacco alla capitale sovietica il panzergruppe 2 fu impiegato nel lato sud dell'Heeresgruppe Mitte, con l'incarico di avanzare verso Orël, in direzione della città di Tula, allo scopo di attaccare Mosca da sud e, durante la marcia, accerchiare e distruggere le tre armate sovietiche nel settore di Brjansk, compito affidato al XLVII corpo d'armata motorizzato, comandato dal generale Joachim Lemelsen, e al XLVIII corpo d'armata motorizzato, comandato dal generale Werner Kempf; la 2ª armata di fanteria avrebbe colmato lo spazio tra il IV ed il II gruppo corazzato. Il 30 settembre il panzergruppe 2 sfondò la linea tenuta dalla 13ª armata sovietica, portandosi a ridosso della città di Orël, mentre il XLVII ed il XLVIII corpi d'armata motorizzati si diressero verso nord-est allo scopo di conquistare Brjansk; il 2 ottobre il panzergruppe 4, comandato dal generale Erich Hoepner, rafforzato dalla divisione SS Das Reich, comandata dal brigadeführer Paul Hausser, e dalla divisione Großdeutschland, comandata dal colonnello Walther Hoernlein, superò il fiume Desna ed il XLVI corpo d'armata motorizzato mosse verso Vjaz'ma mentre il LVII corpo corazzato, comandato dal generale Adolf Kuntzen, proseguì la marcia in direzione di Mosca;
Il 5 ottobre 1941 il nome del panzergruppe 2 fu modificato in 2ª armata corazzata, denominazione che avrebbe mantenuto fino alla fine della guerra; il 15 novembre essa occupò Maloarchangel'sk, a sud est di Orël, e il 30 novembre il villaggio di Jasnaja Poliana, distante solo 7 chilometri da Tula, e dove il generale Guderian trasferì il suo quartier generale in previsione dell'occupazione della città, ma il successivo attacco, iniziato il 2 dicembre dalla 3ª e dalla 4ª divisione corazzata, rinforzato da reggimenti della divisione Großdeutschland comandata dal colonnello Walther Hoernlein, e dal XLIII corpo d'armata, comandato dal generale Wilhelm Stemmermann, dovette essere interrotto il 5 dicembre a causa delle proibitive condizioni atmosferiche, dello stremo delle truppe e della sempre più strenua difesa sovietica, le cui forze, lo stesso giorno, passarono alla controffensiva.